# Eva Hausmann-Lucke
Eva Hausmann-Lucke (geboren am 12. März 1956) ist eine deutsche Juristin und Richterin.

## Beruflicher Werdegang
Ab Juni 2006 war die Juristin Vorsitzende Richterin am Niedersächsischen Finanzgericht, an dem sie vorher schon als Richterin tätig gewesen war.
Im März 2007 wurde Eva Hausmann-Lucke für eine sechsjährige Amtszeit vom Landtag zum stellvertretenden Mitglied am Niedersachsächsischen Staatsgerichtshof gewählt und am 13. März 2013 vereidigt. Im März 2013 nominierte die CDU-Fraktion die Juristin als Kandidatin für die Nachfolge von Renate Menk. Ihre Amtszeit endete am 31. März 2020.